# استفن پوینت
استفن پوینت (انگلیسی: Estevan Point) فانوس دریایی واقع در تپه‌ای به همین نام در شبه جزیره هسکیات در ساحل غربی جزیره ونکوور در کانادا است.
در طول جنگ جهانی دوم، در سال ۱۹۴۲، فانوس دریایی استفن پوینت توسط زیردریایی امپراتوری ژاپن زیردریایی آی-۲۶ مورد اصابت گلوله قرار گرفت و این اولین حمله دشمن به خاک کانادا از زمان حملات فینیان‌ها در سال ۱۸۶۶ و ۱۸۷۱ بود.